# Antrop
L'Antrop (in russo Антроп?) è un fiume della Russia siberiana orientale tributario di sinistra del Kondoma. Scorre attraverso il territorio dell'Oblast' di Kemerovo, del Territorio dell'Altaj e della Repubblica dell'Altaj.
Il fiume scende dai monti Bijskaja e scorre dapprima in direzione nord-occidentale, poi settentrionale e infine nord-orientale. La sua lunghezza è di 130 km; il bacino è di 1 070 km². Sfocia nel Kondoma a 166 km dalla foce.